# コフィ・ジジ
コフィ・ジジ（Koffi Djidji，1992年11月30日 - ）は、フランス・バニョレ出身でコートジボワール国籍のサッカー選手。トリノFC所属。ポジションはディフェンダー。

## 経歴
2007年夏、15歳のときにリーグ・アンのFCナントの下部組織に入団。2012年8月4日、リーグ・ドゥ・ニーム・オリンピック戦で初出場を果たす。
2018年8月17日、トリノFCに買い取りオプション付きの期限付き移籍をした。
2020年10月5日、FCクロトーネに期限付き移籍。